# Почтовый роман
«Почтовый роман» — советский художественный фильм, поставленный режиссёром Евгением Матвеевым в 1969 году. Фильм посвящён истории сложных взаимоотношений между морским офицером Петром Шмидтом и Зинаидой Ризберг, с которой он переписывался после случайного знакомства в поезде.

## Сюжет
История любви по переписке Петра Шмидта, знаменитого революционера, ставшего во главе Севастопольского восстания 1905 года, известного всему миру как лейтенант Шмидт, и его случайной попутчицы Зинаиды Ризберг, с которой он познакомился в поезде. Их мимолетное знакомство переросло в почтовый роман, который длился семь месяцев. В письмах Шмидта к Ризберг были отражены не только его чувства, но и его взгляды на исторические процессы, происходящие в стране и мире.

## В ролях
| Актёр              | Роль                              |
| ------------------ | --------------------------------- |
| Юрий Каюров        | Ленин                             |
| Анатолий Фалькович | Дзержинский                       |
| Александр Парра    | лейтенант Пётр Шмидт              |
| Светлана Коркошко  | Зинаида Ризберг                   |
| Евгений Матвеев    | батумский чекист Иван Ковшов      |
| Аркадий Гашинский  | батумский чекист Сандро Гогешидзе |
| Антонина Максимова | Мария Павловна                    |
| Гурген Тонунц      | Михаил Ставраки                   |
| Николай Граббе     | ротмистр Полянский                |
| Юрий Лавров        | Григорьев                         |
| Геннадий Юдин      | прапорщик Сикорский               |
| Павел Винник       | хозяин гостиницы Таковенко        |
| Светлана Нагорная  | девочка в гостинице               |
| Анатолий Барчук    | младший офицер                    |
| Валентин Черняк    | матрос Антоненко                  |
| Юрий Дубровин      | матрос Гладков                    |
| Геннадий Юхтин     | батумский чекист Дыбченко         |
| Александр Лебедев  | чекист из Курска Дербышев         |
| Татьяна Грабовская | Вера дочь Марии Павловны          |
| Иван Бондарь       | адъютант Дурново                  |

### В эпизодах
| Актёр             | Роль                    |
| ----------------- | ----------------------- |
| Николай Афанасьев | судья                   |
| Марина Юрасова    | Ольга                   |
| Леонид Данчишин   |                         |
| Алим Федоринский  | батумский чекист        |
| Фёдор Гладков     | Карпов                  |
| Павел Киянский    | судебный распорядитель  |
| Софья Карамаш     | Соня                    |
| Георгий Бабенко   | прокурор                |
| Лия Глаз          | соседка Зинаиды Ризберг |
| Иван Матвеев      | понятой                 |
| Г. Огородникова   |                         |
| Пётр Филоненко    | матрос                  |

### Нет в титрах
| Актёр                  | Роль                    |
| ---------------------- | ----------------------- |
| Вячеслав Воронин       | командир конвоя         |
| Борис Заволокин        |                         |
| Николай Засеев-Руденко | посетитель ресторана    |
| Ирина Кихтёва          | соседка Зинаиды Ризберг |
| Виктор Маляревич       | денщик                  |
| Александр Милютин      |                         |
| Фёдор Панасенко        | конвоир в суде          |
| Лев Перфилов           | посетитель ресторана    |
| Борис Романов          | конвоир на гаупвахте    |
| Иван Симоненко         | офицер                  |
| Витольд Янпавлис       | посетитель ресторана    |

## Создатели картины
- Режиссёр-постановщик — Евгений Матвеев
- Сценарий — Даниил Храбровицкий
- Оператор-постановщик — Вадим Ильенко, Вилен Калюта
- Главный художник — Виктор Мигулько
- Композиторы — Марк Фрадкин, Револь Бунин
- Директор фильма — Алексей Ярмольский[2]

## Прокат
Фильм вышел в прокат в 1970 году и занял 15-е место по кассовым сборам, собрав у экранов 21,0 млн зрителей за первый год демонстрации.

## Восприятие
- «Режиссёр Евгений Матвеев поставил 13 полнометражных игровых фильмов, 7 из которых („Судьба“, „Любовь земная“, „Особо важное задание“, „Цыган“, „Почтовый роман“, „Победа“, „Смертный враг“) вошли в тысячу самых кассовых советских кинолент. Мелодрама о любви революционера Петра Шмидта „Почтовый роман“ пользовалась успехом у публики, да и советская кинопресса в общем-то хвалила за идейную выдержанность и важность темы» (кинокритик Александр Федоров).

- Статья в журнале «Искусство кино» подчеркивала, что «Почтовый роман» отличает «глубокая взволнованность романтической интонации, искренняя, не отрывающаяся от действительности поэтизация подвига во имя революции и во имя любви, темпераментность, изобразительная сила. Фильм, воссоздающий наше прошлое — дни русской революции 1905 года и первые годы существования Советского государства, — обращен к настоящему и лучшими своими сценами взывает к нашей молодежи, к внукам и правнукам участников былых событий, помогает воспитанию благородных чувств, преданности идеалу, верности. Яркая, приподнятая манера, в которой сознательно решена картина, вполне отвечает идейно-художественному замыслу, выражает революционный пафос эпохи и душевные порывы главного героя. Дух и стиль фильма органично взаимосвязаны. Щедрые на выдумку режиссёр и оператор имели опорой невыдуманную жизнь. Романтична легендарная, знакомая нам с детства фигура лейтенанта Шмидта. Его героическая судьба, его поразительный подвиг, его смерть, всколыхнувшая всю Россию,— это поистине революционная поэма. … Фильм „Почтовый роман“ поэтически утверждает бессмертие подвига, величие дела служения Революции, народу. Величие большой любви. Такое, повторяю, не часто сочетается в наших фильмах» (Николай Громов, 1970: 17, 22)[4].

## Оценки
Фильм занял 9-е место в списке лучших советских фильмов по мнению читателей журнала «Советский экран».

## Награды
- Приз и 1-я премия за лучший историко-революционный фильм на Всесоюзном Кинофестивале в Минске (1970)[1][5].